# Patrona Halil
En 1730, Patrona Halil (? à Khrupichta - 25 novembre 1730 à Constantinople) fut l'instigateur d'une révolte populaire qui remplaça le sultan Ahmed III par Mahmud Ier et mit fin à l'ère des tulipes.

## Biographie
Albanais originaire de la Macédoine, il devint janissaire, et après avoir rejoint une rébellion à Niš et en avoir dirigé une à Vidin en 1720, se rendit à la capitale. Il est connu pour s'être engagé dans de petits trafics et métiers, par exemple avoir travaillé comme préposé dans un hammam. Il passait la plupart de son temps dans les bars à vin ((tr) meyhane) de Galata. On le nommait Horpeşteli Arnavut Halil d'après son lieu de naissance et sa nationalité, mais ses compatriotes albanais le nommaient Patrona (vice-amiral).

### Rébellion

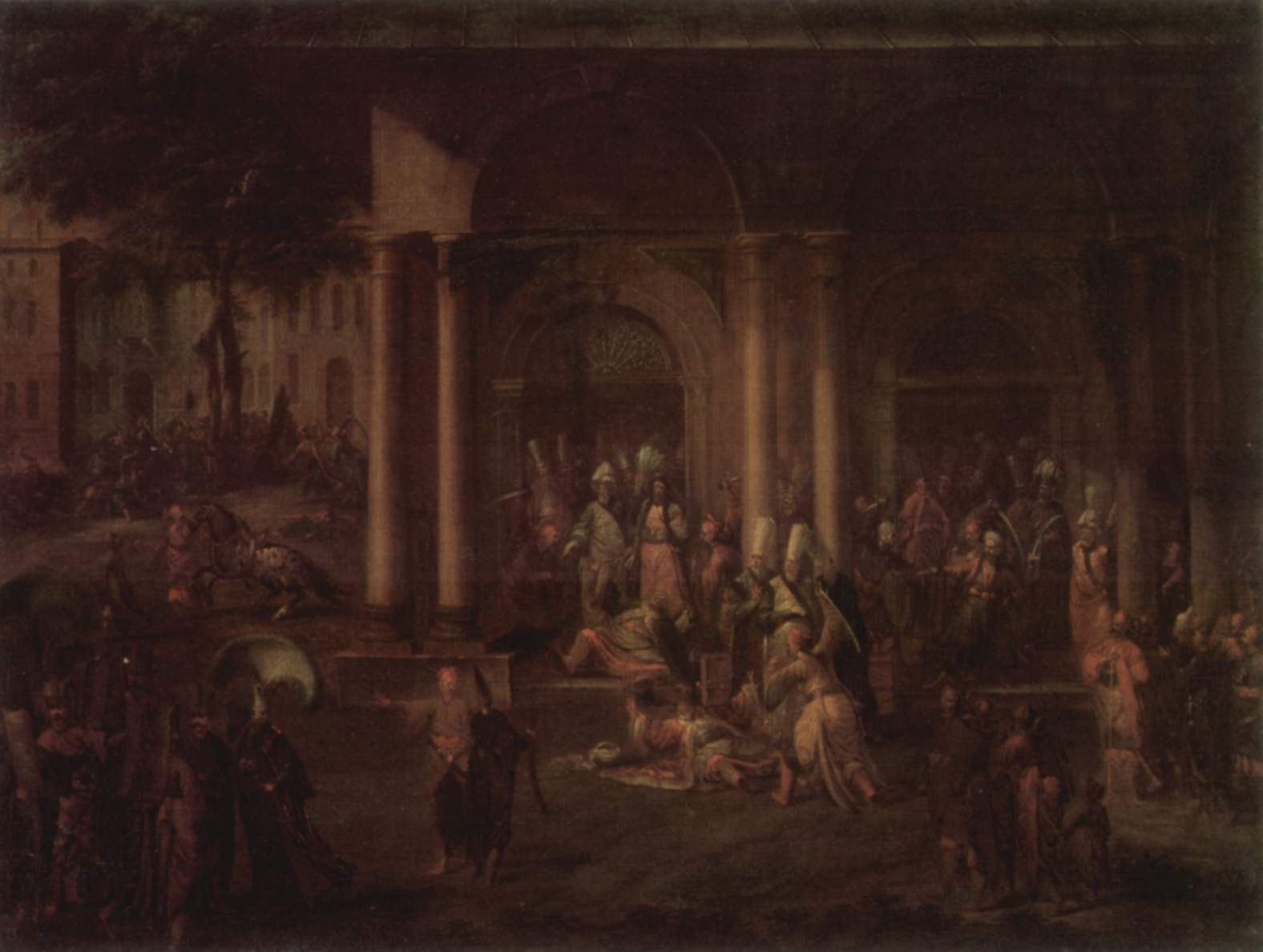
Événements de la rébellion de Patrona Halil, tableau de Jean-Baptiste van Mour

Les émeutiers déposèrent et emprisonnèrent Ahmed III. Pendant des semaines après la révolte, l'empire fut entre les mains des insurgés. Patrona Halil conduisit le nouveau sultan à la Mosquée Eyüp Sultan pour la cérémonie d'intronisation où ce dernier fut ceint de l'épée d'Osman. Patrona apparaissait devant le sultan jambes nues et dans son vieil uniforme de soldat ordinaire. La plupart des officiers principaux furent déposés et remplacés par des sbires du rebelle, qui avait servi dans les janissaires. Un boucher grec, Yanaki, qui avait fait crédit à Patrona et lui avait même prêté de l'argent, fut ainsi nommé hospodar de Moldavie par le Divan. Yanaki ne prit jamais son poste.

### Chute
Le khan de Crimée et le capitan pacha (chef de la marine ottomane) Canım Hoca Mehmed Pacha aidèrent le grand vizir, les muftis et les aghas des janissaires à réprimer la rébellion. Le 23 novembre, Patrona Halil réclama une déclaration de guerre à la Russie. Le 25 novembre 1730 au matin, il fut invité au palais impérial sous prétexte de recevoir le commandement de l'armée contre la Perse, alliée de la Russie. Là, il fut encerclé par des troupes fidèles et mis à mort. Son ami grec, Yanaki, et 7 000 de ses partisans furent exécutés. La jalousie avec laquelle les officiers janissaires le considéraient, et leur volonté de participer à sa chute facilitèrent les efforts des partisans du sultan pour mettre fin à la rébellion.